# Antiporto di Camollia
L'antiporto di Camollia è una fortificazione della città di Siena costruita nel 1270.

## Storia e descrizione
Costruito nel 1270 per fornire un'ulteriore protezione all'ingresso settentrionale della città, venne dotata di una seconda porta più esterna nel Seicento.
Reca all'interno rare tracce della decorazione pittorica che vi era stata stesa a più riprese nel corso dei secoli.
L'Assunzione della Vergine, dipinta secondo la tradizione da Simone Martini, aveva lasciato il posto all'affresco di soggetto analogo commissionato ad Alessandro Casolani nel 1585 e terminato nel 1589; ancora nuovi interventi e restauri furono effettuati alla fine del Seicento, prima da Antonio Nasini (1685) poi dal fratello Giuseppe Nicola (1699). Durante il bombardamento del 1944 crollò quest'ultima stesura di intonaco, scoprendo nuovamente la pittura del Casolani, della quale si possono ancora leggere alcuni brani. Dell'affresco dei Nasini si può vedere oggi un bozzetto seicentesco, realizzato a olio su tela, oggi conservato nel Museo Diocesano di Siena.
Nel prato che all'inizio del Novecento si stendeva tra l'Antiporto e la Porta di Camollia fu teatro del volo Gilbert La Lasseur de Ranzay che col suo Blériot XI-2 volò nel 1911 da Firenze. Ad attenderlo una folla di non meno di 5000 persone per la notizia che ebbe largo seguito. Negli edifici che sorsero nella cosiddetta Piazza d'Armi fu posta una targa a ricordo dell'evento.